# 딘 푸드

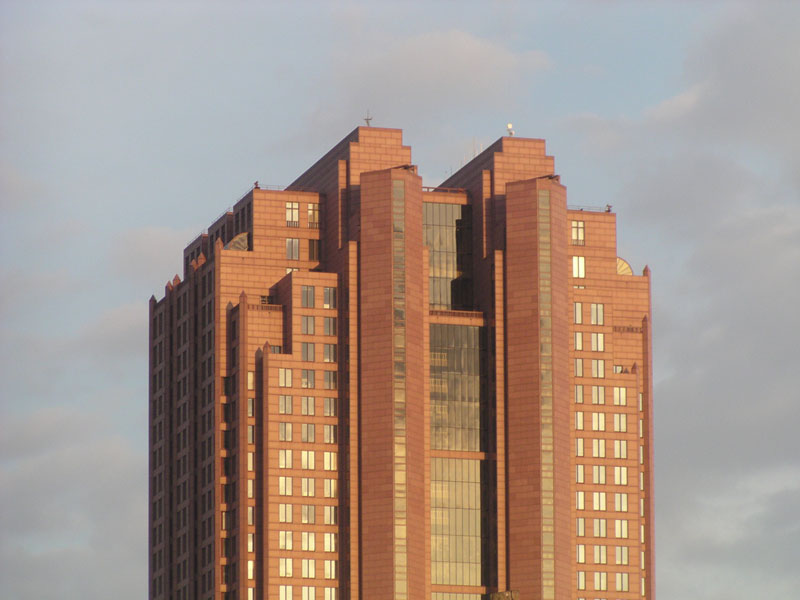
딘 푸드의 미국 본사 사옥 전경이며, 위치는 타워 앳 시티플레이스이다.

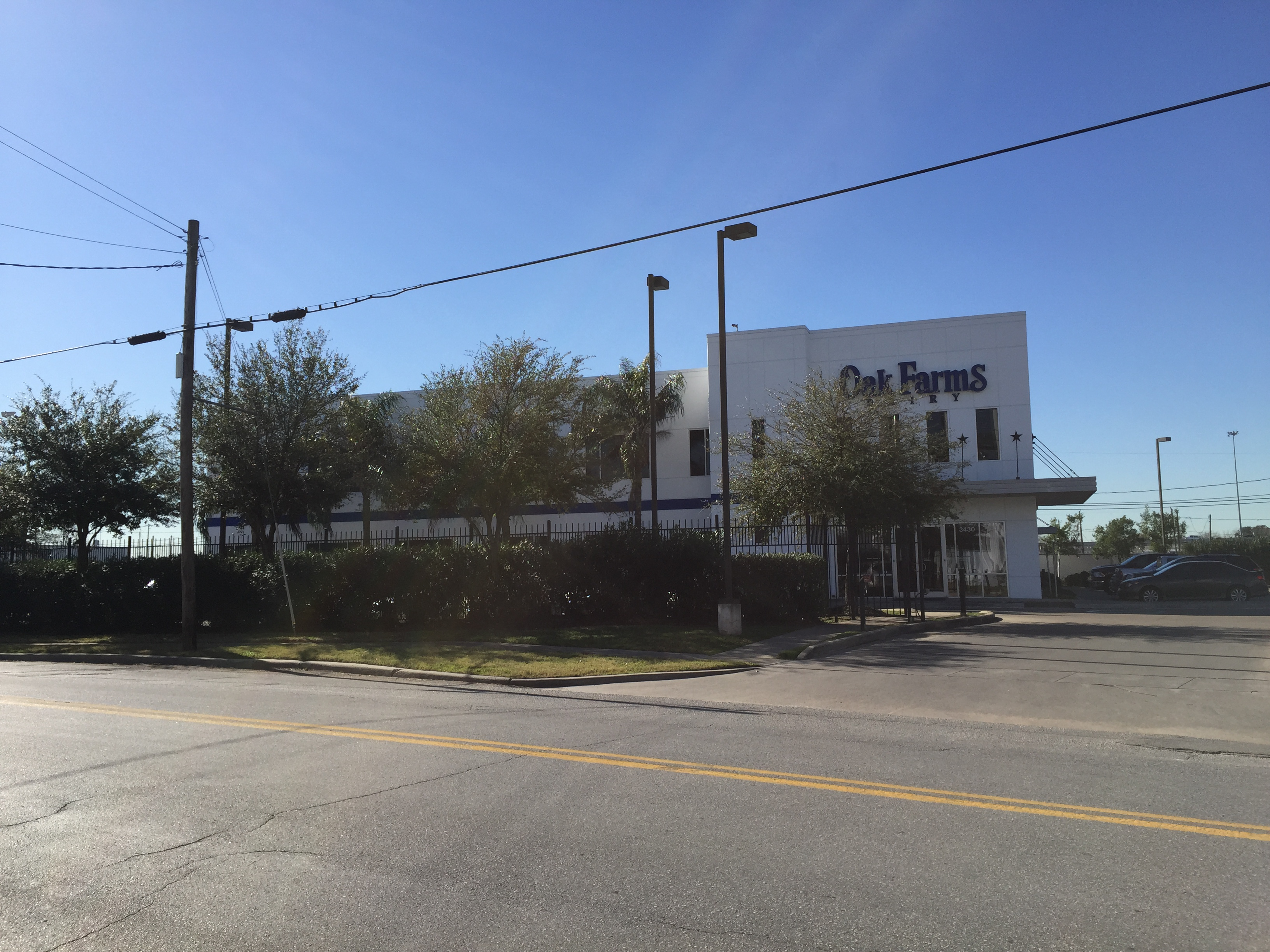
휴스턴의 이스트다운타운에 위치하고 있는 오크팜스 사무소 전경

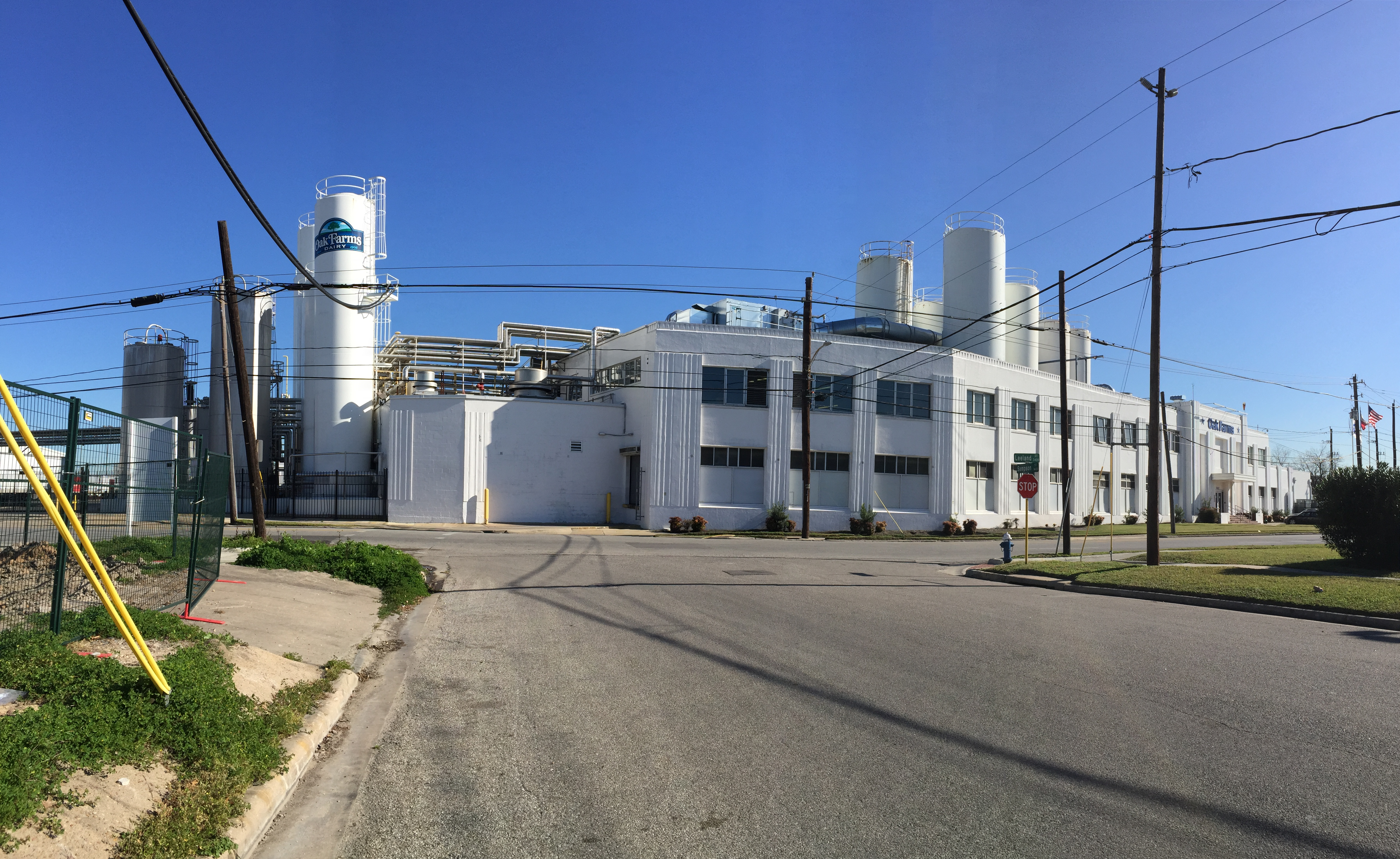
휴스턴 이스트다운타운에 위치하고 있는 오크팜스 공장 전경

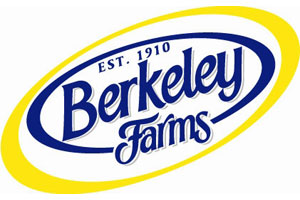
버클리팜스 로고

딘 푸드(Dean Foods)는 미국의 우유 및 유가공 전문 기업이다. 본사는 텍사스주의 휴스턴에 위치하고 있으며, 공장도 휴스턴 인근 이스트다운타운에 위치하고 있으며, 미국 각지에 유통 업체와 공장 등을 산하에 두고 있다. 그래서 미국에서 32개의 주에 걸쳐 66개의 제조 설비를 갖추고 있으며, 태평양 건너 하와이주와 캐나다를 건너 알래스카주를 포함하여 미국 50개의 주 전역에 걸쳐 우유 및 유가공 제품을 안전하게 공급하고 있다. 또한 보유하고 있는 브랜드는 총합 58개로, 데어리푸어를 필두로 하여 랜드 오레이크스, 트루무, 프랜들리스, 메이필드 데어리, 딘스, 미도골드 데어리즈, 투스칸 데어리팜스, T.G. 리, 알타 데나 등이 가장 유명한 것으로 알려져 왔다. 그리고 95년 역사를 가진 딘 푸드는 1925년에 설립, 2020년 5월 1일자로 파산 보호 신청을 받았지만, 이후 데어리 파머스 오브 아메리카에 의해 인수되었다. 이와 같이 딘 푸드의 파산 원인은 청량 음료, 스포츠 음료, 비타민 음료, 커피 등 대체재의 소비 수요가 증가하면서 미국 내의 유가공 사업을 더 위축시키는 결과를 낳게 되는 것으로 보인다. 결과적으로 보면 우유의 소비량이 1975년 당시의 시점과 비교하여도 크게 감소된 것으로 나타나고 있다.